# Steve Gadd
Stephen Kendall „Steve” Gadd (Irondequoit, New York, 1945. április 9. –) amerikai zenész. Gadd a zeneipar egyik legismertebb és legelismertebb session- és stúdiódobosa, amit 1984-ben a Modern Drummer Hírességek Csarnokába való felvétellel ismertek el. Gadd üteme Paul Simon 50 Ways to Leave Your Lover és dobszólója Steely Dan Aja című dalán kitűnő példa a nagy hatású hangzásvilágára és névjegyévé vált stílusára. Számos zenei stílust képviselő népszerű előadóval dolgozott, így például a Simon and Garfunkellel, Steely Dannel, James Taylorral, Eric Claptonnal, Joe Cockerrel, Grover Washington Jr.-ral, Chick Coreával, Lee Ritenourrel vagy Al Di Meolával.

## Diszkográfia
Steve Gadd & Friends
- Live at Voce – Deluxe Edition (2010) [BFM Jazz]

Steve Gadd/ with the Gadd Gang
- Gadd About (1984)
- The Gadd Gang (1986)
- Pigs and Wizards (1987)
- Here & Now (1988)
- Live at Bottom Line (1988)
- Gadd Gang (1991)

a Stuffal
- Stuff (1976)
- Stuff It (1978)
- Live Stuff (1978)
- Live in New York (1980)
- East (1981)
- Best Stuff (1981)

Blicher Hemmer Gaddal
- Blicher Hemmer Gadd Live (c-nut 2014)

Patti Austinnel
- End of a Rainbow (CTI, 1976)

B. B. Kinggel
- Riding with the King

Chick Coreával
- My Spanish Heart
- Friends
- Three Quartets
- The Leprechaun
- The Mad Hatter
- Rendezvous in New York
- The Ultimate Adventure
- Super Trio (2006) – Chick Coreával és Christian McBride-dal

Hank Crawforddal
- I Hear a Symphony (Kudu, 1975)
- Hank Crawford’s Back (Kudu, 1976)

Steely Dannel
- Aja
- Gaucho

a Simon and Garfunkellel
- The Concert in Central Park

a The Manhattan Transferrel
- Mecca for Moderns
- Pastiche

Warren Bernhardttal
- Manhattan Update (1980)

Paul Simonnal
- One-Trick Pony
- Still Crazy After All These Years
- Hearts and Bones
- You’re the One
- Paul Simon’s Concert in the Park, August 15, 1991
- Surprise
- Late in the Evening

a Stepsszel
- Smokin’ in the Pit
- Step by Step

George Bensonnal
- Absolute Benson
- Bad Benson
- Pacific Fire
- GB
- In Your Eyes
- Livin’ Inside Your Love
- Good King Bad (CTI, 1975)
- In Concert-Carnegie Hall (CTI, 1975)

Grover Washington, Jr.-ral
- Winelight (Elektra/Asylum, 1980)
- Come Morning (Elektra/Asylum, 1980)
- Grover Washington, Jr. in Concert (View Video DVD, 1981)

Joe Brucatóval
- Free (2007)
- Acoustic Joe Vol. 1 (2009)
- Thank You Soldier (2010)

Eric Claptonnal
- Live at Hyde Park (DVD)
- Pilgrim
- Reptile
- Riding with the King
- One More Car, One More Rider
- Me and Mr. Johnson
- Sessions for Robert J.
- Crossroads Guitar Festival 2004
- Back Home
- Clapton Chronicles
- Old Sock

James Brownnal
- Black Caesar

az Art Farmerrel
- Crawl Space (CTI, 1977)
- Big Blues (CTI, 1978)
- Yama (CTI, 1979)

Johnny Hammonddal
- Higher Ground (Kudu, 1973)

Milt Jacksonnal
- Goodbye (CTI, 1973)

Hubert Lawszal
- In the Beginning (CTI, 1974)
- The Chicago Theme (CTI, 1974)

Yusef Lateeffel
- In a Temple Garden (CTI, 1979)

a Jackie and Royjal
- A Wilder Alias (CTI, 1973)

Al Jarreau-vel
- This Time (1980)
- Breakin' Away (1981)
- Jarreau (1983)
- Tenderness (1994)

Rickie Lee Jonesszal
- Rickie Lee Jones
- Pirates
- Magazine

a 10cc-rel
- Windows in the Jungle

Paul McCartneyval
- Tug of War
- Pipes of Peace

Chuck Mangione-vel
- The Boys from Rochester, 1989
- Disguise, 1984
- Tarantella, 1980
- Main Squeeze, 1976
- Land of Make Believe, 1973
- Alive, 1972
- Together, 1971
- Friends and Love, 1970

Gap Mangione-vel
- Family Holidays, 2004
- Stolen Moments, 2003
- Planet Gap, 1998
- Gap Mangione!, 1976
- She and I, 1974
- Sing Along Junk, 1972
- Diana in the Autumn Wind, 1968

Herbie Mannal
- First Light (Atlantic, 1974)
- Discothèque (Atlantic, 1975)
- Waterbed (Atlantic, 1975)
- Surprises (Atlantic, 1976)
- Gagaku & Beyond (Finnadar/Atlantic, 1974 [1976])

Michel Petruccianival
- Trio in Tokyo
- Both Worlds

Al Di Meolával
- Land of the Midnight Sun, 1976
- Elegant Gypsy, 1977
- Casino, 1978
- Splendido Hotel, 1980
- Electric Rendezvous, 1982
- Tour de Force Live, 1982
- Orange and Blue, 1994
- Consequence of Chaos, 2006

Lee Ritenourrel
- Feel the Night
- Captains Journey
- Friendship

Bob Jamesszel
- BJ4 (1977)
- Heads (1978)
- Touchdown (1978)
- Lucky Seven (1979)

Michel Jonaszszal:
- Michel Jonasz au Zénith (1993)
- Où vont les rêves (2002)

a Sunlightsquare-rel
- Urban Sessions (2006)

a Weather Reporttal
- Mr Gone (1978) (Tracks "Young and Fine" and "And Then")

a Funk Factoryval
- Funk Factory (1975)

Lalo Schifrinnel
- Towering Toccata (CTI, 1976)

Jeremy Steiggel
- Firefly (CTI, 1977)

James Taylorral
- New Moon Shine, 1991
- October Road, 2002[3]
- James Taylor: A Christmas Album, 2006[3]
- Covers, 2008
- Other Covers, 2009

Art Garfunkellel
- Some Enchanted Evening, 2007[3]
- Songs from a Parent to a Child, 1997[3]
- Fate for Breakfast

a L’Image-dzsel
- L’Image 2.0, 2009

Lesley Meguiddel
- The Truth About Love Songs, 2010

Chet Bakerrel
- She Was Too Good to Me, 1974
- Studio Trieste, (CTI 9007, 1982)

Don Sebeskyvel
- The Rape of El Morro (CTI, 1975)

Szató Maszahikóval
- Amorphism, 1985

Kate Bushsal
- Director’s Cut, 2011
- 50 Words for Snow, 2011

Cedar Waltonnal
- Mobius (RCA, 1975)

Richard Tee-vel
- Inside You (Columbia, 1989)

Mike Porcaróval
- Brotherly Love (2011)